# Козыревский, Иван Петрович
Ива́н Петро́вич Козыре́вский, в монашестве — Игна́тий (1680, Якутск — 2 (13) декабря 1734, Москва) — путешественник по Сибири.

## Биография
Отец его был якутский казак, а дед был туда сослан в числе пленных белорусов, взятых во время войн Алексея Михайловича. Козыревские происходили из белорусской шляхты Оршанского уезда.
В 1701 году Козыревские, отец и сын, были посланы якутским воеводой Траурнихтом на Камчатку для приведения жителей в подданство России.
В 1711 году Иван, вместе с казаком Данилом Анцыферовым, затеяли бунт против властей, в ходе которого, был убит известный мореход Атласов. Чтобы умилостивить власти, Козыревский с товарищами усмирил непокорных камчадалов, построил Большерецкий острог, отправился на Курильские острова и привёл часть населения в подданство России.
В 1713 году якутский воевода поручил Козыревскому проведать о Камчатском носе, о соседних Камчатке островах и о Японии, стараясь завязать с последней торговлю. Поручение им было исполнено, судя по его донесениям, успешно. Экспедиция посетила остров Парамушир. В основном по расспросным сведениям Козыревский составил описание всех Курильских островов и острова Хоккайдо.
В 1717 году он постригся в монахи и принял имя Игнатий, на берегу реки Камчатки основал Успенскую пустынь.
В 1720 году Козыревский был вызван в Якутск по делу о бунте 1711 года. Здесь он был назначен строителем Покровского (1721) и Спасского (1722) монастырей.
В 1724 году якутский архимандрит Феофан вернулся в Якутск с приказом от митрополита Тобольского и Сибирского Антония Стаховского об аресте Игнатия Козыревского, которому припомнили участие в бунте 1711 года. Козыревский был вынужден бежать в Тобольск, где его благосклонно принял сибирский губернатор князь М. В. Долгоруков. Губернатор лично обратился к Витусу Берингу с советом взять Козыревского на тихоокеанское побережье. Однако в силу определённых причин Козыревский не стал участником Первой Камчатской экспедиции.
В 1726 году Козыревский встретился в Якутске с руководителем Первой Камчатской экспедиции Витусом Берингом и вручил ему свой основной труд жизни — «Чертеж как Камчадальскаго носу, також и морским островам, коликое число островов от Камчадальскаго носу до Матмайского и Нифону островов».
В 1728 году Козыревский, построив судно «Эверс», в августе отправился вниз по Лене. Академик Берг писал: «Раньше историки ошибочно считали, что в 1728 году Козыревский до океана не дошел и зимовал в Сиктахе на Лене. Из новых свидетельств явствует, что до зимовки в Сиктахе „Эверс“ побывал на Северном море-акиане».
В марте 1730 года, оказавшись в Москве, Козыревский подал прошение императрице Анне Иоанновне, в котором перечислил свои заслуги в деле православного освоения Камчатки. Его приняли с почётом — в «Санкт-Петербургских ведомостях» (26 марта 1730 года) даже появилось сообщение о первооткрывателе Курильских островов, рассматривался вопрос об экспедиции в Японию. Но он пожаловался на тобольского митрополита, а тот пожаловался на бегство Козыревского и вновь напомнил об убийстве Атласова. В результате было начато новое расследование, допросы и пытки. 7 июля 1731 года генерал С. А. Салтыков объявил: «за ложное на Синод челобитье сослать Козыревского на вечное жительство в Угрешский монастырь».
Тем не менее, после пятого по счёту расследования дела по участию Козыревского в убийстве камчатских приказчиков, Синод лишил Козыревского «священства и монашества», передав дело в Юстиц-коллегию. В январе 1732 года там было решено: «расстригу Козыревского казнить смертью».
Не дождавшись помилования Козыревский умер в тюрьме: в декабре 1734 года Сенатская контора донесла из Москвы в Сенат, что второго числа декабря «оной Козыревский умре».

## Память
В честь И. П. Козыревского названы:
- гора Козыревского (Курильские острова, остров Парамушир, название присвоено в 1947 году)[6];
- залив Козыревского (Курильские острова, остров Шумшу, название присвоено в 1946 году)[6];
- мыс Козыревского (Курильские острова, остров Парамушир, название присвоено в 1847 году М. Д. Тебеньковым)[6];
- мыс Козыревского (Курильские острова, остров Шумшу)[6].

Также его именем названы река  и посёлок на Камчатке.